# Re:LieF〜親愛なるあなたへ〜
『Re:LieF〜親愛なるあなたへ〜』（レリーフ しんあいなるあなたへ）は、RASKより2016年10月28日に発売された18禁美少女アドベンチャーゲーム。

## 概要
RASKのデビュー作。
2020年2月20日に全年齢対象作品『TrymenT ―今を変えたいと願うあなたへ― AlphA編』がSteam等でダウンロード専売で販売開始。「Re:LieF」を全く異なる視点から描いた完全新作となっている。
ゲームディスクとオリジナルサウンドトラックがセットになった、復刻版パッケージ『Re:LieF〜親愛なるあなたへ〜 Re:EditioN』が9月25日発売された。
2022年7月28日には、Nintendo Switch版『Re:LieF 〜親愛なるあなたへ〜 FoR SwitcH』がiMelより発売された。

## あらすじ
太平洋に浮かぶ御雲島の学校に入学した主人公達はネットや携帯電話もない隔絶された島の中で学生生活を送る。

## 登場人物
新田 司
本作の主人公。幽霊の噂に強い関心を抱く一面を持つ。
箒木 日向子 （ははきぎ ひなこ）
声：葵ゆり
誕生日：1月2日（やぎ座）
失意の中に暮らし、自分を変えようとして学園へとやってきた。
大舘 流花 （おおたて るか）
声：藤川なつ
誕生日：4月29日（おうし座）
ストイックな生き方のクールな女の子。
海蔵 もも （かいぞう もも）
声：綾瀬あかり
誕生日：8月8日（しし座）
髪型はツインテールの“天才少女”で自分の苗字が嫌いで呼ばれると怒る。
アイ
声：奥山歩
誕生日：10月1日（てんびん座）
学園寮から離れた場所で暮らす。
ユウ
声：涼貴涼
誕生日：10月1日（てんびん座）
独特の雰囲気をまとい、主人公に不思議な質問を投げかける。
ミリャ・ブランコ
声：鈴谷まや
誕生日：3月14日（うお座）
日向子のルームメイトで無口な女の子。
佐藤 理人
主人公のルームメイトでしっかり者。
伊砂 真
主人公のクラスの担任の先生。
三国 義貴
主人公が通う学園の職員。

## スタッフ
- 原画 - 雫将維、クロノミツキ
- シナリオ -（Re:LieF〜親愛なるあなたへ〜）えある、平乃ひら、とべあきら、（TrymenT ―今を変えたいと願うあなたへ―）雫将維
- 音楽 - （Re:LieF〜親愛なるあなたへ〜）金閉開羅巧夢、（TrymenT ―今を変えたいと願うあなたへ―）えびかれー伯爵、ウミガメ
- 背景 - mocha、胡太郎

### 文献
- 「Re:LieF〜親愛なるあなたへ〜」『TECH GIAN』、KADOKAWA、2016年8月号。